# Sint-Hubertuskerk (Dongen)

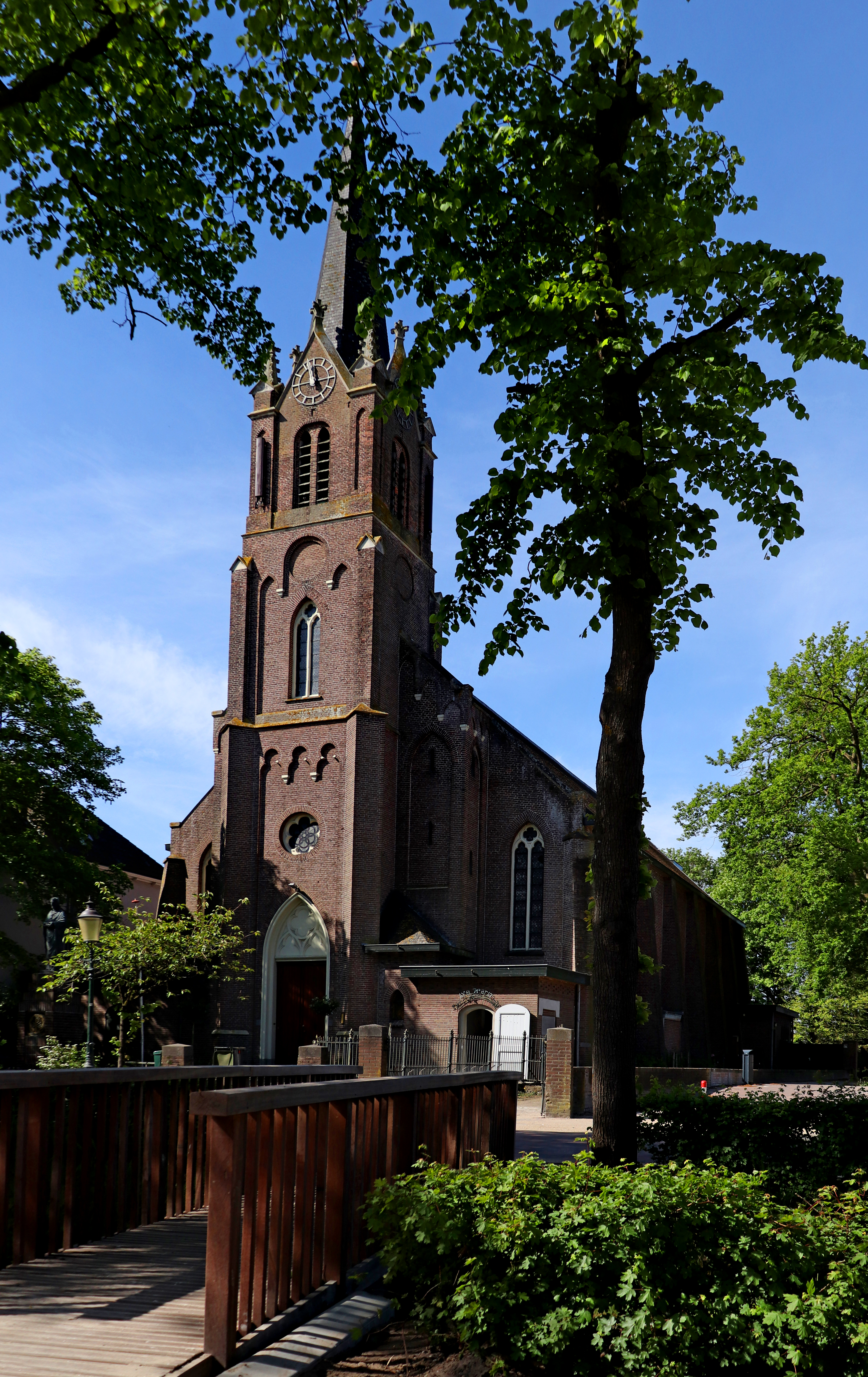
Sint-Hubertuskerk

De Sint-Hubertuskerk was een parochiekerk in de plaats Dongense Vaart, in de Nederlandse gemeente Dongen. Het gebouw is gelegen aan de Vaartweg 108.

## Geschiedenis
Deze kerk werd in 1865 gebouwd naar ontwerp van P. Soffers. Het interieur van deze neogotische kerk werd in 1929 aangepast waarbij de driebeukige kerkruimte werd vervangen door een eenbeukige ruimte, overwelfd door spitsbogen in schoon metselwerk.
In 2015 werd de kerk, die geklasseerd is als rijksmonument, onttrokken aan de eredienst. 

## Gebouw
De bakstenen kerk heeft een voorgebouwde toren met drie geledingen, de bovenste geleding is bekroond met puntgevels en pinakels.